# بخش‌های دپارتمان لوار-آتلانتیک
بخش‌های دپارتمان لوار-آتلانتیک (انگلیسی: Arrondissements of the Loire-Atlantique department) شامل ۳ بخش به شرح زیر است:
1. بخش شتوبریان-آنسنی با ۸۱ کمون (فرانسه) و جمعیت ۲۱۶ هزار نفر در سال ۲۰۱۳ می‌باشد.
2. بخش نانت با ۷۶ کمون (فرانسه) و جمعیت ۸۲۰ هزار نفر در سال ۲۰۱۳ می‌باشد.
3. بخش نزر با ۵۵ کمون (فرانسه) و جمعیت ۳۱۸ هزار نفر در سال ۲۰۱۳ می‌باشد.